# Tetragonia lasiantha
Tetragonia lasiantha är en isörtsväxtart som beskrevs av Robert Stephen Adamson. Tetragonia lasiantha ingår i släktet tetragonior, och familjen isörtsväxter. Inga underarter finns listade i Catalogue of Life.